# Chlamisus flavomaculatus
Chlamisus flavomaculatus es un coleóptero de la familia Chrysomelidae.
Fue descrita científicamente en 1995 por Tan & Zhou in Zhou & Tan.